# Ibn Tufail
Ibn Tufail (nombre completo en árabe: أبو بكر محمد بن عبد الملك بن محمد بن طفيل القيسي الأندلسي‎, transcrito ʾAbū Bakr Muḥammad ibn ʿAbd al-Malik ibn Muḥammad ibn Ṭufail al-Qaisī al-ʾAndalusī; latinizado como Abubacer; hispanizado como Abentofail (Wadi-Ash, Guadix 1105 o 1110-Marrakech, 1185) fue un médico, filósofo, matemático y poeta, mentor de Averroes. Participó en la vida cultural, política y religiosa de la corte de los almohades en Granada. En el núcleo de sus ideas filosóficas se encuentra el problema de la unión del entendimiento humano con Dios.

## Biografía
Nació a principios del siglo XII en el sudeste de la península ibérica, en Guadix (actual provincia de Granada).
Probablemente estudió derecho islámico y medicina. Se ha escrito que fue discípulo de Avempace, pero el propio Ibn Tufail lo negó en una de sus obras. Trabajó para los hermanos Ibn Milhan, gobernadores independientes de la región de Guadix y Baza, y tras la incorporación al Imperio almohade fue kátib (secretario) de los gobernadores almohades de Granada, primero, y de Ceuta y Tánger, después.
Su carrera llegó a su cima al pasar al servicio del sultán almohade Abu Yaqub Yusuf, como médico, y quizás, incluso, como visir. Según un cronista, fue Ibn Tufail el que atrajo a la corte almohade al famoso filósofo Averroes y el que le aconsejó que se dedicase a comentar y transmitir de manera fiel y clara la filosofía de Aristóteles.
Ibn Tufail siguió a la corte del sultán por sus diversas capitales, pasando largo tiempo en Sevilla. En 1182 se retiró debido a su avanzada edad y murió en Marrakech cuatro años más tarde.

## Obras
Su filosofía, como casi todo el mundo islámico, parte del platonismo, pero adaptándose a la mística islámica y como era habitual en la filosofía islámica, conjugando las verdades reveladas por la religión con la especulación filosófica. Recibe el influjo de los primeros introductores del pensamiento de Aristóteles en la filosofía del Islam: Avicena y Avempace.
Escribió entre otras muchas obras: Expugnación de Cafza en África y la novela filosófica Risala Hayy ibn Yaqzan fi asrar al-hikma al-mashriqiyya (Carta de Hayy ibn Yaqzan sobre los secretos de la sabiduría oriental), conocida en Occidente como El filósofo autodidacta. Esta última es un célebre cuento alegórico, que se convierte en una parábola de la ascensión mística y los caminos por los que se llega a la Verdad.

### El filósofo autodidacta
Ibn Tufail pone en forma de novela filosófica el concepto del "solitario", ya introducido por Avempace en su obra capital El régimen del solitario, encarnándolo en la persona de Hayy ibn Yaqzan, un joven que, como siglos más tarde, Daniel Defoe emulará con variantes en Robinson Crusoe, nace y crece totalmente solo en una isla desierta. El niño, con la fuerza de su sola razón e intelecto, asciende del conocimiento empírico al científico y de este al místico, utilizando la gradación establecida por Avempace, con la diferencia de que el sistema de Avempace se construye a partir de la filosofía de Al-Farabi, e Ibn Tufail lo hace desde el de Avicena, lo que le hace insistir en el carácter gratuito del don místico y en un contenido más iluminativo del mismo.
Más adelante, Hayy ibn Yaqzan entra en contacto con un visitante llamado Absal, que va a la isla para dedicarse también a la contemplación, guiado por las enseñanzas de su religión (que evidentemente refleja la islámica). Ambos se dan cuenta de que buscan lo mismo, pero por diferentes caminos. Con ello Ibn Tufail demuestra que la verdad revelada por la religión y la verdad intelectual filosófica son la misma. Ambos místicos intentan predicar en la isla de origen de Absal, pero el gobernador Salaman y su pueblo se aferran a una religión externa y superficial que les impide entender la rica vida interior y los altos ideales de Absal e Ibn Yaqzan. Por tanto, la verdadera vida intelectual o religiosa (que, es a fin de cuentas, la misma) no se da en una sociedad que practica una religión reducida a ritos formales y al cumplimiento meramente externo e hipócrita de las leyes religiosas. La obra es elogiada por el hispanista Karl Vossler, en Algunos caracteres de la cultura española, quien señala que: "hubo una Aufklärung en el S.XII en el sur de España".

## Influencia
La novela de Ibn Tufail es probablemente la segunda obra literaria árabe clásica más traducida, solo por detrás de Las mil y una noches. Durante la Baja Edad Media circuló por Europa una versión en hebreo, comentada por Moisés de Narbona, que en el siglo XV fue traducida al latín en Florencia por iniciativa de Pico de la Mirandola. En 1671 se publicó en Londres una traducción al latín a partir de un manuscrito árabe, titulada Philosophus autodidactus (El filósofo autodidacta), cambio lógico por cuanto el personaje principal de esta obra no tiene maestros sino que se educa a sí mismo. El Philosophus autodidactus a su vez dio lugar a una edición en inglés en 1703 y a otras en holandés. Nuevas traducciones de la obra de Ibn Tufail fueron apareciendo en los siglos siguientes: al inglés en 1708, al alemán en 1726 y 1783, al francés en 1900, al español en 1900 y al ruso, el urdu y el persa ya entrado el siglo XX.
Se ha considerado que la filosofía empiricista de Ibn Tufail y algunos aspectos de la trama de su novela pudieron influir en las obras siguientes:
- El Criticón de Baltasar Gracián
- La trilogía Robinson Crusoe de Daniel Defoe
- Zadig de Voltaire

### Homenajes
En 2003, como reconocimiento a la importancia de su obra, se creó la Fundación Ibn Tufayl de Estudios Árabes «cuyo objetivo principal es promover y difundir la investigación y el conocimiento sobre la lengua, la literatura y la historia del mundo árabe en el ámbito hispano, con especial incidencia en al-Andalus, como lugar de encuentro de la civilización árabe-islámica y la occidental».